# Gerlandus Compotista
Gerlandus Compotista (* ca. 1030/40; † wahrscheinlich 1102) war ein bedeutender lothringischer Komputist (Berechner des Osterdatums), Astronom und Mathematiker des 11. Jahrhunderts.

## Leben
Über das Leben des Komputisten Gerland ist wenig bekannt. Er stammte aus Lothringen und dort von der deutsch-französischen Sprachgrenze. Seine Schaffenszeit, in der er wohl als Lehrer wirkte, fällt in die zweite Hälfte des 11. Jahrhunderts. Wenn wir Verse in einer Computus-Handschrift aus der Zisterzienserabtei Hauterive (Schweiz) richtig interpretieren, ist er 1102 gestorben.

## Werke
Von Gerland sind zwei Werke erhalten. Das eine erhaltene Werk ist ein zwei Bücher umfassender Computus. Im ersten Buch stellt er darin den traditionellen Computus dar, wobei er vor allem Bedas De temporum ratione und Helperichs Liber de computo exzerpiert und zusammenfasst. Höhepunkt des ersten Buches ist die Darstellung einer korrigierten Jahreszählung, bei der von den Jahren des Herrn nach Dionysius sieben Jahre abzuziehen sind (Kap. 24–26). Das erste Buch endet mit komputistischen Notizen unterschiedlichen Inhalts. Im zweiten Buch, in dem er sich mit einem „natürlichen Computus“ befasst, stellt Gerland zahlreiche Berechnungen zum Mondlauf an. Dabei werden insbesondere die siderische und die synodische Umlaufzeit auf der Basis des metonischen Zyklus exakt berechnet und eine Theorie der Finsternisse aufgestellt. Den Abschluss bilden seine anhand der Sonnenfinsternis vom 23. September 1093 erstellten Neumondtafeln, in denen er alle Neumonde in einem 76-jährigen Zyklus auf die Stunde genau angibt.
Gerlands Regulae super abacum sind eine kurze, lebendig geschriebene Einführung in die Benutzung des Klosterabakus. Besonderes Augenmerk legt der Autor darin auf das Rechnen mit Brüchen, zu dessen Verdeutlichung er abschließend als Beispiel 100 Mark auf elf Kaufleute verteilt. Das Werk benutzt erstmals durchgehend die Ghubarziffern und die zugehörigen Zahlwörter. Es erlangte rasch kanonisches Ansehen (Borst).
Es sind noch Fragmente einer Beschreibung der Tabula Gerlandi erhalten, die möglicherweise auf ihn zurückgehen. Ob ein musikalisches Fragment auch ihm zuzuschreiben ist, bleibt fraglich.
Seine zwei Hauptwerke sind im 12. und teilweise noch im 13. Jahrhundert häufig abgeschrieben und benutzt worden.